# Maria Teresa di Braganza
Infanta Maria Teresa del Portogallo (di Braganza; pronuncia portoghese: [mɐˈɾiɐ tɨˈɾezɐ] oppure [ˈtɾezɐ]; Ajuda, 29 aprile 1793 – Trieste, 17 gennaio 1874) fu l'erede al trono di Portogallo tra il 1793 e il 1795, fino alla nascita del fratello minore Francesco Antonio. Divenne, inoltre, la consorte del pretendente carlista al trono di Spagna l'infante Carlo Maria Isidoro di Borbone-Spagna.

## Biografia

### Infanzia
Era la prima figlia del re Giovanni VI di Portogallo e di sua moglie Carlotta, figlia del re Carlo IV di Spagna. Nacque ad Ajuda un quartiere della città di Lisbona. Come figlia maggiore dell'erede del sovrano portoghese, le fu assegnato il titolo di Principessa di Beira (dato al figlio dell'erede al trono).

### Matrimonio
Nel 1807 la famiglia reale abbandonò il Portogallo in seguito dell'invasione di Napoleone Bonaparte e si trasferì a Rio de Janeiro, dove condusse una vita più rilassata. Sposò, il 13 maggio 1810 a Rio de Janeiro, suo cugino l'Infante Pietro Carlo di Spagna e Portogallo. I due ebbero un figlio, Infante Sebastiano di Portogallo e Spagna (4 novembre 1813–13 febbraio 1875). Rimase vedova il 26 maggio 1812.
Estremamente reazionaria, fu una sostenitrice del suo fratello minore Michele del Portogallo nelle sue pretese al trono durante la guerra civile del 1826 - 1834, e di suo cognato e zio l'infante don Carlo, conte di Molina nelle guerre carliste. Nell'ultimo anno di regno di suo zio Ferdinando VII di Spagna (morto nel 1833), Teresa visse a Madrid e tentò di rendere più forte la posizione di don Carlo nella successione. Partecipò alla prima guerra carlista (1833-39) supportando gli interessi del Carlismo, della Chiesa e del partito reazionario. Sua sorella Maria Francesca di Braganza, regina titolare di Spagna in quanto moglie di don Carlo, morì nel 1834.

### Successione spagnola
Il 15 gennaio 1837, le Cortes di Spagna stabilirono la sua esclusione dalla successione al trono spagnolo, che le derivava dalla madre, sulla base del suo appoggio a don Carlo. Suo figlio Sebastiano fu anch'esso escluso dalla successione, ma fu in seguito, nel 1859, reintegrato nei suoi diritti in Spagna, Anche i figli di don Carlo e il fratello di Teresa Michele I di Portogallo furono esclusi dalla stessa legge.
L'anno seguente Maria Teresa si sposò nuovamente, con suo cognato, zio e alleato di lungo tempo, l'Infante Carlo di Spagna (1788–1855), che lei considerava come il legittimo re di Spagna; vedovo di sua sorella Maria Francisca. Il matrimonio rimase senza figli ma ella si prese amorevolmente cura dei figliastri, che erano pure suoi nipoti.

### Ultimi anni e morte
Ben presto dovettero abbandonare la Spagna in seguito alla sconfitta della prima guerra carlista e non poterono più tornare. Morì a Trieste il 17 gennaio 1874, sopravvivendo al secondo marito per diciannove anni.

## Ascendenza
|                                       |                     |                                     | Genitori                        |  |  | Nonni |  |  | Bisnonni                  |  |  | Trisnonni                |  |
|                                       |                     |                                     |                                 |  |  |       |  |  | Giovanni V del Portogallo |  |  | Pietro II del Portogallo |  |
|                                       |                     |                                     |                                 |  |  |       |  |  | Giovanni V del Portogallo |  |  | Pietro II del Portogallo |  |
|                                       |                     | Maria Sofia del Palatinato-Neuburg  |                                 |  |  |       |  |  | Giovanni V del Portogallo |  |  |                          |  |
| Pietro III del Portogallo             |                     |                                     |                                 |  |  |       |  |  | Giovanni V del Portogallo |  |  |                          |  |
|                                       |                     | Maria Anna d'Asburgo                | Leopoldo I d'Asburgo            |  |  |       |  |  |                           |  |  |                          |  |
|                                       |                     | Maria Anna d'Asburgo                | Leopoldo I d'Asburgo            |  |  |       |  |  |                           |  |  |                          |  |
|                                       |                     | Maria Anna d'Asburgo                | Eleonora del Palatinato-Neuburg |  |  |       |  |  |                           |  |  |                          |  |
| Giovanni VI del Portogallo            |                     | Maria Anna d'Asburgo                |                                 |  |  |       |  |  |                           |  |  |                          |  |
|                                       |                     | Giuseppe I del Portogallo           | Giovanni V del Portogallo       |  |  |       |  |  |                           |  |  |                          |  |
|                                       |                     | Giuseppe I del Portogallo           | Giovanni V del Portogallo       |  |  |       |  |  |                           |  |  |                          |  |
|                                       |                     | Giuseppe I del Portogallo           | Maria Anna d'Asburgo            |  |  |       |  |  |                           |  |  |                          |  |
| Maria I del Portogallo                |                     | Giuseppe I del Portogallo           |                                 |  |  |       |  |  |                           |  |  |                          |  |
|                                       |                     | Marianna Vittoria di Borbone-Spagna | Filippo V di Spagna             |  |  |       |  |  |                           |  |  |                          |  |
|                                       |                     | Marianna Vittoria di Borbone-Spagna | Filippo V di Spagna             |  |  |       |  |  |                           |  |  |                          |  |
|                                       |                     | Marianna Vittoria di Borbone-Spagna | Elisabetta Farnese              |  |  |       |  |  |                           |  |  |                          |  |
| Maria Teresa, Principessa di Beira    |                     | Marianna Vittoria di Borbone-Spagna |                                 |  |  |       |  |  |                           |  |  |                          |  |
|                                       | Carlo III di Spagna | Filippo V di Spagna                 |                                 |  |  |       |  |  |                           |  |  |                          |  |
|                                       | Carlo III di Spagna | Filippo V di Spagna                 |                                 |  |  |       |  |  |                           |  |  |                          |  |
|                                       | Carlo III di Spagna | Elisabetta Farnese                  |                                 |  |  |       |  |  |                           |  |  |                          |  |
| Carlo IV di Spagna                    | Carlo III di Spagna |                                     |                                 |  |  |       |  |  |                           |  |  |                          |  |
|                                       |                     | Maria Amalia di Sassonia            | Augusto III di Polonia          |  |  |       |  |  |                           |  |  |                          |  |
|                                       |                     | Maria Amalia di Sassonia            | Augusto III di Polonia          |  |  |       |  |  |                           |  |  |                          |  |
|                                       |                     | Maria Amalia di Sassonia            | Maria Giuseppa d'Austria        |  |  |       |  |  |                           |  |  |                          |  |
| Carlotta Gioacchina di Borbone-Spagna |                     | Maria Amalia di Sassonia            |                                 |  |  |       |  |  |                           |  |  |                          |  |
|                                       |                     | Filippo I di Parma                  | Filippo V di Spagna             |  |  |       |  |  |                           |  |  |                          |  |
|                                       |                     | Filippo I di Parma                  | Filippo V di Spagna             |  |  |       |  |  |                           |  |  |                          |  |
|                                       |                     | Filippo I di Parma                  | Elisabetta Farnese              |  |  |       |  |  |                           |  |  |                          |  |
| Maria Luisa di Borbone-Parma          |                     | Filippo I di Parma                  |                                 |  |  |       |  |  |                           |  |  |                          |  |
|                                       |                     | Luisa Elisabetta di Borbone-Francia | Luigi XV di Francia             |  |  |       |  |  |                           |  |  |                          |  |
|                                       |                     | Luisa Elisabetta di Borbone-Francia | Luigi XV di Francia             |  |  |       |  |  |                           |  |  |                          |  |
|                                       |                     | Luisa Elisabetta di Borbone-Francia | Maria Leszczyńska               |  |  |       |  |  |                           |  |  |                          |  |
|                                       |                     | Luisa Elisabetta di Borbone-Francia |                                 |  |  |       |  |  |                           |  |  |                          |  |